# 韦保衡
韋保衡（？—873年），唐懿宗的駙馬。

## 生平
进士及第，官右拾遗。咸通十年（869年）正月，娶郭淑妃所生的女兒同昌公主为妻，懿宗賞赐宅第於廣化里，宅第中的井栏、藥臼等均以金子打造。
韋保衡以駙馬身份權傾朝野，在皇帝面前捏造太尉萧遘的罪名，致使萧遘被贬为播州司马。郭淑妃常出入韦保衡的内宅娱饮不禁，外界謠傳韦保衡與郭淑妃通姦。咸通十一年（870年）同昌公主去世，韦保衡在向唐懿宗说是御医誤診致死，懿宗大怒，將韩宗绍及康仲殷等二十多名御醫全部誅殺，又将他们的亲族三百多人關入大牢，宰相劉瞻切言直諫，懿宗把他和親近他的官員遠貶。韋保衡後來又把與他狼狽為奸的宰相路巖貶死。
唐僖宗登基后，韦保衡的罪行被人所揭发，贬贺州（今广西贺州市）剌史，咸通十四年（873年）九月再贬崖州（今海南琼山县）澄邁令，不久賜死。